# Стенвейксмур
Стенвейксмур (нід. Steenwijksmoer) — село в нідерландській провінції Дренте. Входить до муніципалітету Куворден.
Його площа становить 9,84 км², а населення станом на 2021 рік складало 910 осіб.
Перша згадка про населений пункт датується 1845 роком.